# Рафаїл Мамас
Рафаїл Мамас (грец. Ραφαήλ Μάμας, нар. 4 березня 2001, Ларнака, Кіпр) — кіпрський футболіст, півзахисник клубу АЕК (Ларнака) та національної збірної Кіпру.

## Клубна кар'єра
Рафаїл Мамас є вихованцем кіпрського клубу АЕК з міста Ларнака. Перший матч в основі він провів у травні 2018 року. Того ж року футболіст підписав контракт з італійським «Наполі». Але за два сезони в Серії А Мамас не провів жодного матчі. Переважно кіпріот грав у молодіжній команді, а також брав участь у Юнацькій лізі УЄФА.
1 вересня 2020 року Мамас став гравцем клубу СПАЛ. У цьому клубі він також не зіграв жодного матчу в основі і через рік повернувся на Кіпр, де він приєднався до свого колишнього клубу АЕК з Ларнаки.

## Збірна
З 2017 року Рафаїл Мамас грав за юнацькі та молодіжну збірні Кіпру. У жовтні 2021 року він отримав виклик на матчі відбору до чемпіонату світу 2022 року проти команд Хорватії та Мальти. Але дебют Мамаса у національній збірній Кіпру відбувся через місяць у матчі проти Росії.